# IDLE (Python)
IDLE (Integrated Development and Learning Environment)  è un ambiente di sviluppo integrato per Python che viene distribuito in bundle con la distribuzione Python di default a partire dalla versione 1.5.2b1.
È disponibile come pacchetto opzionale Python in molte distribuzioni Linux. IDLE è interamente scritto in linguaggio Python e utilizza il toolkit grafico Tkinter per la sua interfaccia utente. Tkinter è una libreria che fornisce funzioni wrapper per il toolkit Tcl/Tk, permettendo di creare interfacce grafiche in Python.
L'interfaccia di IDLE è intuitiva e facile da usare, rendendola ideale anche per i principianti. Offre tutte le funzionalità di base necessarie per scrivere, eseguire codice Python ed è disponibile per Linux, Windows e macOS.
Secondo quanto riportato nella documetazione ufficiale, le sue caratteristiche principali sono:
- Python Shell Window: Include una finestra di shell interattiva (interprete Python) con colorazione del codice di input, output e messaggi di errore.
- Editor di Testo Multi-Window: Offre un editor di testo con più finestre, con funzionalità come annullamento multipla, colorazione del codice Python, indentazione intelligente, suggerimenti per le chiamate, completamento automatico e altre funzionalità.
- Debugger: Include un debugger con punti di interruzione persistenti (breakpoint), esecuzione passo-passo e visualizzazione dei namespace globali e locali.

Guido van Rossum, il creatore di Python, ha chiarito che IDLE sta per "Integrated Development and Learning Environment" (Ambiente Integrato di Sviluppo e Apprendimento). Dato che van Rossum ha chiamato il linguaggio Python in onore del gruppo comico britannico Monty Python, è probabile che il nome IDLE sia stato scelto per omaggiare Eric Idle, uno dei membri fondatori dei Monty Python.